# Acacia Villas
Acacia Villas – jednostka osadnicza w Stanach Zjednoczonych, w stanie Floryda, w hrabstwie Palm Beach.